# Dactylorhiza influenza
Dactylorhiza influenza är en orkidéart som först beskrevs av Sennholz, och fick sitt nu gällande namn av Károly Rezsö Soó von Bere. Dactylorhiza influenza ingår i Handnyckelsläktet som ingår i familjen orkidéer. Inga underarter finns listade i Catalogue of Life.